# Страсти на Иисуса Христа по Псалмите на Пророк Давид
„Страсти на Иисуса Христа по Псалмите на Пророк Давид“ е творба от българския композитор Георги Арнаудов.
Написана е през 2007 – 2008 г. по автентични среднобългарски текстове от Томичовия псалтир. Създадена е за солиращи бас и сопран, хор и голям симфоничен оркестър според Чина на Царските часове. Представлява своеобразен пасион, разглеждащ Страстите на Иисуса Христа по пророческите псалми на св. Пророк Цар Давид.
Чинът на Царските часове е съставен през IV в. от Св. Кирил Александрийски. Според по-късно установената традиция на тях е бил задължен да присъства византийският император и целият му двор, а в Русия на това правило са се подчинявали великите князе и царете.
Царските часове се изпълняват само 3 пъти годишно на Рождество Христово, на Богоявление и на Велики петък. Изпълняваните на Велики петък Царски часове се състоят от псалми, различни от ежедневно изпълняваните, като в тях са включени така наречените пророчески псалми, в които се съдържат текстове, които предсказват с точност Страстите на Христос. В различните часове се пеят съответни псалми, както следва:
- 1 час – Пс. 5, Пс. 2, Пс. 21;
- 3 час – Пс. 34, Пс. 108, Пс. 50;
- 6 час – Пс. 53, Пс. 139, Пс. 90;
- 9 час – Пс. 68, Пс. 69, Пс. 85;

Текстовете на използваните в Пасиона псалми са взети в техния автентичен среднобългарски говор, така както могат да бъдат намерени в прословутия Томичов псалтир от 14 в.
„Страсти на Иисуса Христа по Псалмите на Пророк Давид“ съдържа 4 големи части, разпределени в 10 номера:
- I – Псалом 21 „Боже Боже мой вонми ми вскую оставилъ мя еси“ (№№ 1 – 4)
- II – Псалом 50 „Помилуй мен Боже“ (№ 5)
- III – Псалом 90 „Живий в помощи Вишнего“ (№ 6)
- IV – Псалом 68 „Спаси ме Боже, яко внидоша води до души моея“ (№ 7-10)

Първото изпълнение на творбата е представено от Оркестъра и Хора на Оперно-филхармоничното дружество, Пловдив под диригентството на Георги Димитров на Разпети петък, 25 април 2008 г.